# Terri Conn
Theresa Celeste Conn, detta Terri (Bloomington, 28 gennaio 1975), è un'attrice statunitense.

## Filmografia parziale

### Cinema
- Kickboxer 4 - L'aggressore (Kickboxer 4), regia di Albert Pyun (1994)
- Hong Kong '97, regia di Albert Pyun (1994)
- Spitfire, regia di Albert Pyun (1995)
- iMurders, regia di Robbie Bryan (2008)
- North of the City, regia di Paul Zimmerman (2016)
- Play the Flute, regia di Rich Christiano (2019)

### Televisione
- Profiler - Intuizioni mortali (Profiler) - 2 episodi (1996)
- Breaker High - 44 episodi (1997-1998)
- Così gira il mondo (As the World Turns) - 1357 episodi (1998-2010)
- Una vita da vivere (One Life to Live) - 117 episodi (2010-2011)
- Wholly Broken - film TV (2018)